# 戊型肝炎
E型肝炎（簡稱E肝）是一種E型肝炎病毒感染所造成的肝臟發炎疾病。目前已知的人類肝炎病毒有五種：A型、B型、C型、D型和E型，E型肝炎病毒是一種鏈、單股、無封套、呈二十面體的RNA病毒，主要藉由糞口傳染。此種病毒感染最早的紀錄為1955年印度新德里爆發的流行。目前已有一種預防性疫苗（HEV 239）在中國核准使用。
雖然E型肝炎一般僅會造成急性和自限性症狀（意即感染為暫時的，患者隨後會自行痊癒），死亡率在已開發國家並不高；但免疫缺陷的患者有較高的風險發展為慢性肝炎，並造成明顯較高的死亡率。接受器官移植的患者因服用降低免疫力的抗排斥藥物，因此為慢性E肝主要的風險族群。除此之外，對於遭受嚴重感染的健康個體而言，疾病會大幅影響個人的工作能力、對家人的照護能力和其他日常活動。E型肝炎偶爾會發展為急性、嚴重的猛爆性肝炎，造成約2%的患者死亡。
臨床上，E型肝炎和A型肝炎很相似。但對於妊娠婦女而言，E肝常造成猛爆性肝衰竭，造成更高的死亡率，尤其是第三個三月期的孕婦死亡率高達20%。
E型肝炎在2013年造成約2800萬個新感染的病例。

## 病原体
戊型肝炎的病原体是一种单链、没有外壳的核糖核酸病毒。过去它在杯状病毒科，现在在戊型肝炎病毒科，它是这个科唯一感染人的病毒。由于猪、猴、鹿、鼠和羊也会被它感染，一般认为它是一种动物病。它於1980年首次在印度发现。

## 分佈
在北非和东方戊型肝炎是第二常见的病毒性肝炎，尤其在苏丹共和国和伊拉克戊型肝炎特别流行。
世界很少有戊型肝炎爆发，大多只是零星的急性肝炎病例。
世界上首次爆发是在1955年12月-1956年1月的印度新德里。由于自来水系统污染，共有97000人染病。1986年9月至1988年4月，新疆南部爆发疫症，共有119280人染病，707人死亡，是迄今为止世界上最大的一次戊型肝炎疫症。

## 传播
戊型肝炎的传播途径是通过接触的粪便-口传染。此外通过饮水也可以传播戊型肝炎。至今为止未能观察到通过体液接触的人至人的传播。因此改善卫生和煮沸食水能避免戊型肝炎传播。

## 过程
戊型肝炎的潜伏期为30至40天。临床症状与甲型肝炎一样，但是比甲型肝炎严重，0.5%至4%的病人甚至死亡，發病年齡偏好年輕成人，76%的病人發生在15~45歲，尤其对孕妇非常危险，懷孕第三期感染的婦女其死亡率达20%，但原因並不清楚。

## 预防或治療
據報導，戊肝疫苗HEV 239（商品名益可寧）已得到中國国家食品药品监督管理局批准，已於2012年10月上市，為世界上首支戊肝疫苗。